# Tam-Tam
Un tam-tam, tambor d'escletxa o gong d'escletxa és un instrument de percussió buit. Malgrat el nom, no és un autèntic tambor ni tampoc un gong, sinó un idiófon, normalment tallat o construït amb bambú o fusta en una caixa amb una o més ranures a la part superior. La majoria dels tam-tams tenen una ranura, encara que poden arribar a tenir-ne dues i tres (tallades en forma de "H"). Si les llengüetes resultants tenen una amplada o un gruix diferent, el tambor produirà dos tons diferents. S'utilitzen a tota l'Àfrica, el sud-est asiàtic i Oceania. A l'Àfrica, aquests tam-tams, situats estratègicament per a una transmissió acústica òptima (per exemple, al llarg d'un riu o una vall), s'han utilitzat per a la comunicació a llarga distància.
Els extrems d'un tam-tam es tanquen de manera que la closca es converteixi en la cambra de ressonància de les vibracions sonores que es creen en colpejar les llengües, generalment amb un mall. La cambra de ressonància augmenta el volum del so produït per la llengua i deixa sortir el so a través del forat obert. L'instrument serà més eficient i el so més fort, si la cambra de ressonància té la mida correcta per al to produït per la llengua, és a dir, que d'espai aeri o caixa de ressonància, té el volum correcte per completar una ona sonora completa per a aquest to en particular.
La gent de Vanuatu talla un tronc gran amb talles de tipus "tòtem" a la superfície exterior i buida el centre deixant només una escletxa a la part davantera. Aquest tronc buit dona la ressonància profunda dels tambors quan es colpeja amb pals la part exterior.

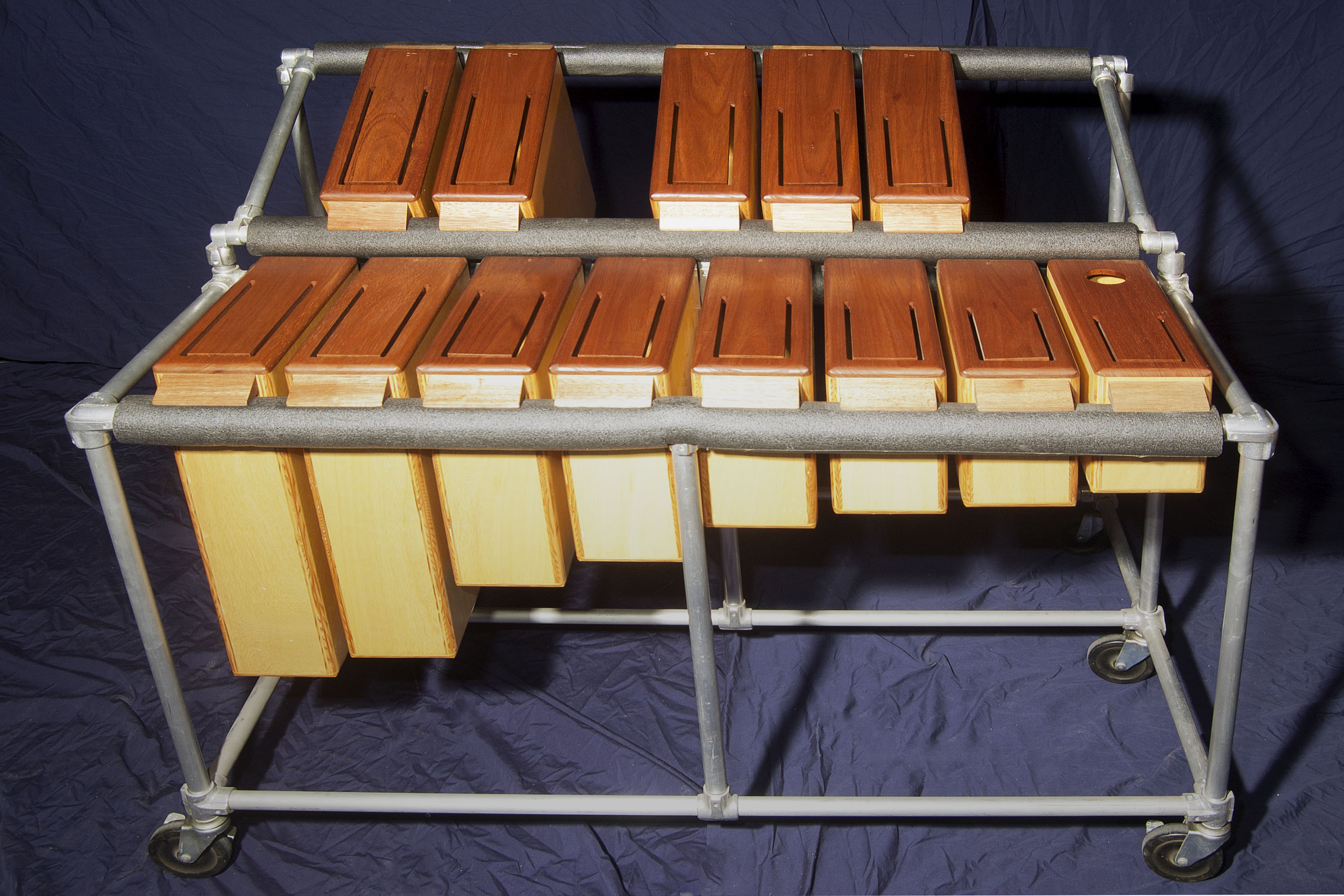
Tambors de troncs afinats cromàticament, rang C3–C4

## Llista de tambors d'escletxa

### Africans
- Alimba - Zairean (República Democràtica del Congo)
- Ekwe – Igbo (Nigèria, Guinea Equatorial)
- Ikoro – Igbo (Nigèria, Guinea Equatorial)
- Krin (tambor de tronc) o Kolokolos – Guinea
- Lokole - Conca del Congo
- Mondo - Àfrica occidental
- Mukoku - poble yaka (Congo)

### Austroasiàtics
- Grōg (木鼓, 克罗克, 库洛, 克拉) - was (Xina i Myanmar)

### Austronesis
- Agung a Tamlang – Maguindanaon (Filipines)
- Atingting kon - Ni-Vanuatu (Vanuatu)
- Kagul - Maguindanaon (Filipines)
- Kentongan - javanès (Indonèsia)
- Kulkul - Bali (Indonèsia)
- Lali - Fijian (Fiji)
- Pate – Samoa, Illes Cook i altres parts de la Polinèsia
- Tagutok (Filipines) – Maranao (Filipines)
- To'ere - Tahitià (Tahití)
- Garamut - Papua (Papua Nova Guinea)

- Agung a Tamlang – Maguindanaos (Filipines)
- Atingting kon - Ni-Vanuatu (Vanuatu)
- Kagul – Maguindanaos (Filipines)
- Kentongan – javanès (Indonèsia)
- Kulkul – balinès (Indonèsia)
- Lali – fiji (Fiji)
- Pate – Samoa, Illes Cook, i altres parts de Polinèsia
- Tagutok (Filipí) – Maranao (Filipines)
- To'ere – Tahitian (Tahití)
- Garamut – Papuan (Papua Nova Guinea)

### Mesoamericans
- Huiringue – Mèxic
- Mayohuacán - poble taino (Puerto Rico, Cuba, República Dominicana, Carib)
- Teponaztli - Mesoamericà

### Moderns
- Gato: americà del segle xx, originalment un nom de marca, més tard genèric[3]
- Tambor de llengua

### Sinítics

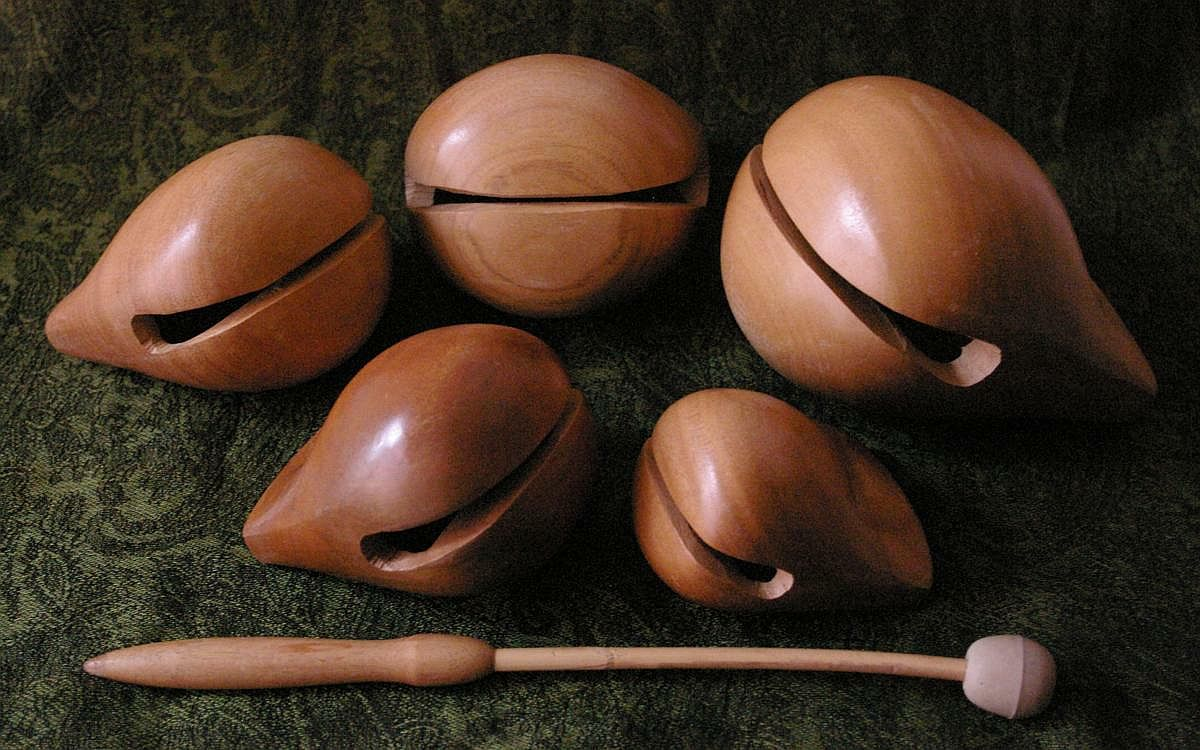
Peix de fusta

El peix de fusta funciona com un tambor d'escletxa però rarament s'hi classifica.